# 波利奧韋 (佩列瓦利斯克區)
48°26′18″N 38°26′18″E / 48.43833°N 38.43833°E
波利奧韋（烏克蘭語：Польове）是位於烏克蘭東部的村莊，由盧甘斯克州阿爾切夫斯克區的卡季伊夫卡市鎮負責管轄。該村始建於1905年，面積0.57平方公里，海拔高度217米，2001年人口22，人口密度每平方公里38.4人。